# بیزارپ
گونزالو جولیان کاند (زاده ۲۹ اوت ۱۹۹۸) که به‌طور حرفه‌ای با نام بیزارَپ شناخته می‌شود، یک دی‌جی آرژانتینی و تهیه‌کننده موسیقی است. او بیشتر در EDM، لاتین ترپ و رپ فعالیت دارد. وی در سال ۲۰۲۱ نامزد جایزه گرمی لاتین در بخش بهترین تهیه‌کننده شد.